# Autepsa

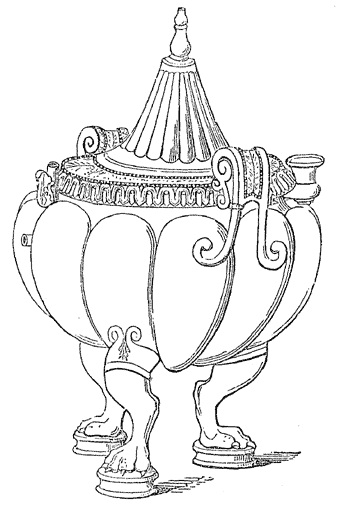
Autepsa

Autepsa (grec antic: αὐθέψης) era el nom d'un recipient que s'usava a l'antiga Roma per escalfar aigua i mantenir-la calenta, una espècie de samovar.
Ciceró diu que aquest atuell es trobava entre els més elaborats i cars dels que hi havia als tresors de Corint i Delos. Tenia un cilindre central que s'omplia de carbó, i una reixeta que permetia l'entrada d'aire i la sortida de les cendres. Juvenal diu que a les taules romanes se servia tant aigua calenta com aigua freda, i les autepsa, normalment de bronze, molt decorades i treballades, tenien una d'aquestes funcions. Es creu que no es feia servir per cuinar, sinó només per l'escalf de l'aigua, o de vegades del vi, quan es prenia calent.